# 이은택
이은택(1992년 9월 22일 ~ )은 대한민국의 전직 카트라이더 프로게이머로 아이디는 Taek을 사용했다.

## 선수 시절
2019 시즌 1를 앞두고 Flame에 입단했다. 2019 시즌 1 종료 후 팀에서 퇴단했다.
2019시즌 2를 앞두고 한화생명 e스포츠에 입단했다. 2020 시즌 1 중, 우울증으로 인하여 팀에서 퇴단했다.
2020 시즌 2를 앞두고 다시 아프리카 프릭스에 입단했다.
2022 수퍼컵 시즌을 마치고 팀에서 퇴단했다. 2023년 1월 6일, 은퇴 의사를 천명했다. 이후, 카트라이더: 드리프트 리그 프리시즌 1에 참가할 것을 천명하며, 복귀했다.
2023년 3월, Aura 소속으로 활동한다. 프리시즌1 팀전 3위를 달성했다. 프리시즌2 팀전 5위를 기록했다.

## 소속팀
| #  | 팀명                  | 소속 기간               | 소속 리그 | 비고 |
| -- | --------------------- | ----------------------- | --------- | ---- |
| 1  | 서한 퍼플 모터 스포트 | 2014.02.08 ~ 2014.03.29 | KRL       |      |
| 2  | 유베이스 알스타즈     | 2014.09.27 ~ 2014.11.29 | KRL       |      |
| 3  | 팀 106                | 2015.08.01 ~ 2015.10.10 | KRL       |      |
| 4  | 유베이스 알스타즈     | 2015.12.19 ~ 2016.02.27 | KRL       |      |
| 5  | 원 레이싱             | 2016.08.06 ~ 2016.11.05 | KRL       |      |
| 6  | 제닉스 스톰           | 2017.01.14 ~ 2018.09.15 | KRL       |      |
| 7  | 플레임                | 2019.01.05 ~ 2019.03.23 | KRL       |      |
| 8  | 한화생명 e스포츠      | 2019.06.04 ~ 2020.06.11 | KRL       |      |
| 9  | 아프리카 프릭스       | 2020.06.17 ~ 2022       | KRL       |      |
| 10 | Aura                  | 2023.03.26 ~ 2023.08.04 | KDL       |      |

## 수상 내역

### 크레이지레이싱 카트라이더
- 2014 카트라이더 리그 시즌 제로 우승 (서한-퍼플 모터스포츠)
- 2014 카트라이더 리그 배틀 로얄 우승 (유베이스-알스타즈)
- 2015 카트라이더 리그 에볼루션 우승 (TEAM 106)
- 2015~16 카트라이더 리그 버닝 타임 우승 (유베이스-알스타즈)
- 2016 넥슨 카트라이더 리그 듀얼 레이스 팀전 준우승 (원 레이싱)
- 2018 넥슨 카트라이더 리그 듀얼 레이스 시즌 3 팀전 준우승 (PENTA XENICS)
- 2019 넥슨 카트라이더 리그 시즌1 준우승 (flame)
- 2019 넥슨 카트라이더 리그 시즌2 준우승 (한화생명e스포츠)

### 카트라이더: 드리프트
- 카트라이더: 드리프트 리그 프리시즌 1 팀전 3위